# Mumbwa
Mumbwa è una città dello Zambia, parte della Provincia Centrale e capoluogo del distretto omonimo. Amministrativamente è formata dai 9 comuni (ward) che formano la circoscrizione elettorale (constituency) di Mumbwa.